# 트리니티 칼리지 (옥스퍼드 대학교)
트리니티 칼리지(Trinity College)는 옥스퍼드 대학교를 구성하는 대학 중 하나이다.